# Central Eléctrica de Orlando
Central Eléctrica de Orlando (en inglés: Orlando Power Station) es una central eléctrica de carbón clausurada en Soweto, Sudáfrica. La central entró en servicio a finales de la Segunda Guerra Mundial y prestó servicio a Johannesburgo durante más de 50 años.

## Historia
La planificación de la construcción de Orlando comenzó en 1935, ya que la demanda de electricidad de Johannesburgo crecía más rápido de lo que se podía satisfacer con la central eléctrica de la ciudad, situada en el centro de Johannesburgo. La ubicación de la central se eligió por su proximidad al suministro de agua para el refrigerante y a las vías férreas para el suministro de carbón. La construcción comenzó en 1939 con Merz & McLellan como ingenieros consultores, pero su finalización se retrasó debido al estallido de la Segunda Guerra Mundial. La última fase de la construcción concluyó en 1955. Hasta 1990 se utilizaron dos locomotoras de vapor Robert Stephenson & Hawthorns (nos. 7805 Elizabeth, una 0-6-0ST, y 7398 George, una 0-4-0ST) para mover los trenes de carbón que llegaban a la central a través de un volquete de vagones.

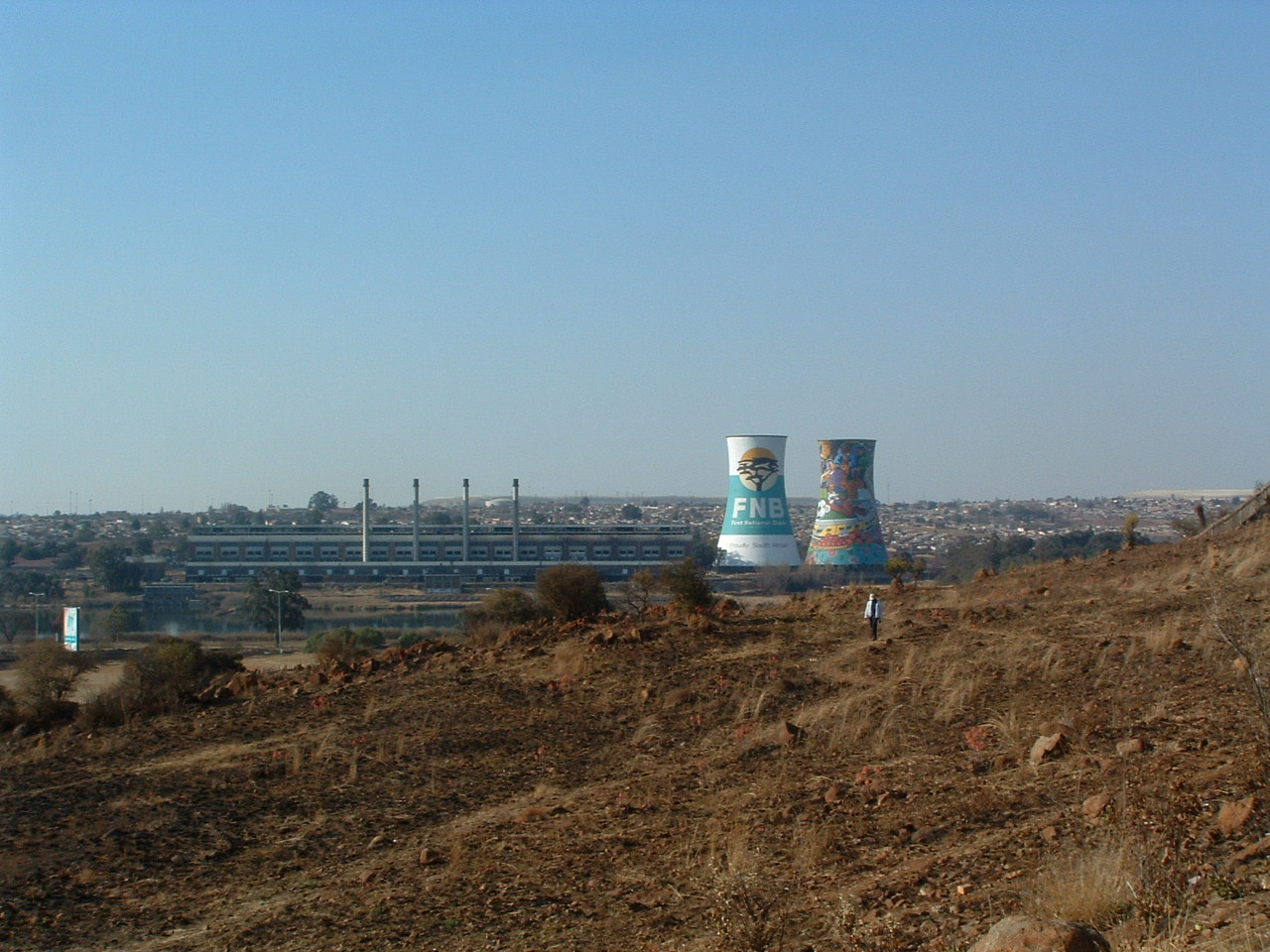
Soweto Cooling Towers

La estación fue desmantelada en 1998 tras 56 años de servicio.
En 2006 se iniciaron las obras para transformar el emplazamiento de la central en un centro de ocio y negocios.
El 25 de junio de 2014, la central clausurada se derrumbó, matando a 1 persona y atrapando a otras 5 entre los escombros.

## Torres de refrigeración
Las dos torres de refrigeración son un punto de referencia destacado en Soweto. Se construyeron en 1951 para complementar el sistema de refrigeración del estanque de pulverización, ya que esta fuente de refrigeración funcionaba al límite de su capacidad.
Los estanques de pulverización de Orlando, alimentados por efluentes cloacales de Klipspruit Sewage Works, fueron los primeros de Sudáfrica en utilizar este suministro de líquido refrigerante.
Las dos torres están pintadas: una funciona como valla publicitaria y la otra contiene el mural más grande de Sudáfrica. Las torres también se utilizan para hacer puenting y salto BASE desde una plataforma situada entre la parte superior de las dos torres, así como para columpiarse en una de ellas.